# مالی ژام
مالی ژام (به صربی: Mali Žam) یک منطقهٔ مسکونی در صربستان است که در Vršac municipality واقع شده‌است. مالی ژام ۲۷۹ نفر جمعیت دارد و ۸۸ متر بالاتر از سطح دریا واقع شده‌است.